# Achiel Verstraete
Pour les articles homonymes, voir Verstraete.
Achiel Verstraete, né le 27 octobre 1898 à Kaaskerke et décédé le 31 mai 1980  est un homme politique nationaliste flamand, membre du VNV. Dès 1934, il est chef d'arrondissement VNV d'Ypres.
Il est docteur en droit. Il est gouverneur a.i. de la province de Flandre-Orientale de juin 1943 à septembre 1944.
Il est élu sénateur de l'arrondissement de Gand-Eeklo (1939-1944).

## Sources
- Het parlement anders bekeken, Par Emile Toebosch.
- De fonteinen van de Oranjeberg: politiek-institutionele geschiedenis ..., Tome 4, Par Nicole Lehoucq.